# Gran Guardia
Gran Guardia es una localidad del departamento Formosa en la provincia de Formosa, República Argentina. Se encuentra a unos 80 km al oeste de la ciudad de Formosa, 7 km al sur de la ruta nacional 81, por ruta provincial 16, contados desde el emplazamiento de la Tercera Cruz del Vía Crucis Formoseño.

## Situación
Gran Guardia es la tercera localidad sobre el trazado del antiguo y hoy desafectado Ferrocarril General Belgrano, de Formosa a Embarcación, línea sobre la cual fueron medidos los 83 kilómetros que inicialmente le dieron el nombre: estación km 83.
Está enclavada en la Región Productiva Litoral, zona esencialmente ganadera rodeada de estancias y grandes establecimientos agropecuarios en los que predomina la práctica de la ganadería extensiva. Tiene un núcleo urbano de apoyo y de servicios para una comunidad básicamente pastoril, apegada a sus tradiciones y vinculada con el quehacer productivo agroganadero. El clima es subtropical húmedo y subhúmedo, registrando precipitaciones del orden de los 1200 mm anuales.
Su organización y estructura administrativa cuenta con una Comisión de Fomento, cuya titularidad es ejercida por un intendente municipal y un cuerpo legislativo de cuatro miembros, denominado Consejo Deliberante; una subcomisaria de Policía, con un destacamento Policial dependiente del emplazado en la comunidad de El Cruce, un centro de salud con un médico clínico, un odontólogo y enfermeros, una Delegación de Registro Civil con oficina digital en línea, una Delegación de Dirección de Bosques de la provincia, una Delegación de la Dirección de Rentas de la provincia, una Delegación del SENASA (Servicio Nacional de Sanidad Animal)y una Receptoría del Correo Argentino.
El sistema educativo está integrado por un jardín de infantes, una escuela para niños con capacidades diferentes, una escuela primaria y una escuela de nivel medio con modalidades rurales. 
En materia de infraestructura de servicios urbanos cuenta con: Red de servicio eléctrico, red de agua potable, servicio telefónico domiciliario, servicios de transporte interurbano, radio FM local, servicio de TV por cable y servicio bancario por cajero automático.

## Origen
La compañía Estancias y tierras del Pilagá tomó posesión en el 1900, instalando un aserradero que habría de proveer los durmientes necesarios para la construcción de la línea férrea, bajo la administración de la compañía La Formosa.
En abril del mismo año un campamento ferroviario ubicado en el km. 660 conocido en la actualidad como Isla de la Muerte, fue atacado por los Tobas. En el ataque varios trabajadores fueron muertos y algunas mujeres fueron cautivas. Este hecho motivó que el jefe del Regimiento N.º 7 de Caballería designara una partida de quince soldados, para acudir a la zona al mando del Teniente Benítez. Este ordenó la construcción de un fortín, al que denominó Vanguardia General Paz; el mismo se hallaba a unos 8 km al nordeste.
En noviembre de 1910 el Teniente Benítez lanzó un ataque contra los indios, logrando que los mismos se retiraran unas cuatro leguas hacia el nordeste, aunque sin llegar a una derrota de los mismos. Solicitados refuerzos a Formosa; el Teniente Miguel S. Fernández llegó para enfrentar a los tobas al mando de 30 hombres, batiéndolos totalmente. Este enfrentamiento marcó el fin de las acciones bélicas de importancia en la zona, obligando a los aborígenes a marcharse hacia el noroeste.
Hasta el año 1914, el aserradero continuó normalmente sus actividades, debiéndoselas interrumpir luego como consecuencia de la 1° Guerra Mundial. Por aquel entonces denominación del paraje cambió, pasando a ser conocido como Kilómetro 82, que es la distancia que lo separa de la ciudad de Formosa.
Finalizada la guerra de Europa los trabajos del obraje se reiniciaron por la iniciativa de la administración de "La Formosa" y de sus contratistas.
En una demostración de que aquellos primitivos pobladores habían llegado para quedarse y como primera manifestación trascendente para la comunidad, el 19 de junio de 1922 se funda la escuela N.º 59. La misma funcionaba en una dependencia cedida por la compañía "La Formosa" bajo la dirección del Sr. Carlos Víctor Lotero. En agosto del año siguiente, la escuela se trasladó al nuevo local construido con la ayuda del vecindario y la colaboración de Don Pedro Laruscaún.
La venta pública de los solares mensurados tuvo dos efectos:
Por una parte, numerosos pobladores de escasos recursos habitaban de hecho esas tierras, quienes al no poder adquirirlos fueron desalojados y debieron abandonar el naciente poblado. Con sus contadas pertenencias emigraron unos kilómetros al sur,  sorteando el inmenso estero "El Gallego" y estableciéndose finalmente en lo que sería una nueva y pequeña colonia; el nombre de la misma resulta por demás sugerente "El Olvido".
Por otra parte, un grupo numerosos de inmigrantes polacos adquirían las chacras para dedicarse al cultivo del algodón y del maíz. Se cultivaba además la mandioca, la batata y el maíz, existiendo también grandes plantaciones de cítricos.
Algunos años después se estableció en Pirané una desmotadora oficial, en la que los agricultores podían realizar el desmote individual de sus propias cosechas algodoneras.
Esto sumado a la óptima calidad de las fibras que comenzaban a obtenerse, sirvió de impulso a la actividad.
Según la opinión de las firmas acopiadoras, la fibra de mejor calidad era producida por la colonia Gran Guardia.
Toda esa producción incluyendo muchas veces el mismo ganado era transportado a través del ferrocarril. Pero las condiciones de trabajo seguían sin ser las mejores y las grandes distancias a los centros de distribución y consumo pesaban demasiado.
Aquel pueblito se apretaba temeroso sobre las vías del ferrocarril, único medio de comunicación con Formosa y nutría su vida casi exclusivamente del obraje y del aserradero.
Los primeros de los quienes se tienen datos son los hermanos, Valentín y Juan Filipigh, que se establecieron con sus familias a orillas del Malalay en el año 1908, Don De Jesús Aquino, Benito Gómez, Agapito Saldivar, Antonio Dellagnolo y sus hermanos Basilio y Francisco; Santos Mariguetti, Antonio Marcelino Dellagnolo, Américo Bertuol y tantos otros que llegaron con la ilusión de edificar su futuro en esta zona.
En 1926, la Compañía Estancias y Tierras del Pilaga mensuraría unas 2300 hectáreas al norte de las vías del ferrocarril dividiéndolas en zona urbana, quintas y chacras.
Unos años más tarde, en 1936, el coronel Luis Chauciño, gobernador del territorio, dio al pueblo la denominación que conservaría hasta nuestros días: Gran Guardia.
Pronto se sumaría a ello la caída de los precios de los productos agrícolas, por lo que concluyendo el año 1945 muchas de aquellas familias comenzaron a emigrar en busca de nuevos horizontes. De los que quedan no son pocos los que intentarán a partir de ese momento progresar mediante la cría de ganado. Es así que poco a poco fueron instalándose en las inmediaciones los primeros pobladores que habrían de dedicarse a la ganadería en forma dominante y al cultivo en pequeña escala (para consumo personal).
Es el punto en que la ganadería comienza a tomar definitivo impulso desplazando a la agricultura. Esta situación se extiende en forma inalterable hasta nuestros días.

## Población
Cuenta con 913 habitantes (Indec, 2010), lo que representa un descenso del 11% frente a los 1,024 habitantes (Indec, 2001) del censo anterior.
| Gráfica de evolución demográfica de Gran Guardia entre 1991 y 2010 |
|                                                                    |
| Fuente: Censos nacionales del INDEC                                |

## Efemérides
24 de marzo - Comisión Vecinal
En esta fecha pero en el año 1947 se crea la Comisión Vecinal integrada por los señores. Alberto Grau-(Alemán) Rafael de Madariaga - (Argentino) Casimiro Fernández (Paraguayo) Andrés Pawluck (Polaco) Antonio Princich-(Argentino). Duración de la comisión directiva: dos años.
2 de abril - Central telefónica digital
En el año 1995, fue inaugurada por el entonces gobernador Dr. Vicente B. Joga y el Vicegobernador Dr. Gildo Insfrán.
14 de abril - Fútbol
Se crean los clubes de fútbol Sportivo Gran Guardia y Boca Junior en el año 1949.
2 de mayo - Escuela N.º 26 Ricardo Güiraldes
A partir del año 1983 comienza a funcionar la escuela de nivel medio. El primer director fue el profesor Ciro Ferreira.
13 de junio - Escuela N.º 59
Se crea la Escuela N.º 59 en el año 1922. Comienza a funcionar el 19 de junio de ese mismo año, siendo su director el señor Víctor Lotero. Desde el año 1947 funciona en el actual edificio. En el año 2000 se le impone el nombre de “Leonor Mauriño” en homenaje a una maestra y Vicedirectora del establecimiento.
20 de junio - Capilla Nuestra Señora de la Asunción 
Se inaugura la capilla Nuestra Señora de la Asunción en el año 1953. Su primer sacerdote fue Guillermo Alarcón. Los padrinos de la ceremonia cuando se bendijo la capilla fueron los esposos Isabel y Teodoro Guttner. La primera catequista fue Cristina Villalba. El templo mantiene la misma fachada con el correr del tiempo. El 15 de agosto los fieles se reúnen para venerar a la patrona del pueblo.
26 de junio - Biblioteca popular Gran Guardia 
Se crea la biblioteca popular Gran Guardia el 26 de junio de 1992 por decreto municipal N.º 376/92. Reconocida y protegida por CONABIP bajo el número 3166.
11 de julio - Sociedad de Beneficencia 
Se crea en 1946 la Sociedad de Beneficencia Pro-Sala Primeros Auxilios.
La comisión estaba integrada por:
Amalia Guttner
Leonor Mauriño
Clorinda Princich
Elena Meraviglia
2 de septiembre - Matadero municipal
En 1959 se crea el matadero municipal. El terreno fue donado por Estancias y Tierras del Pilagá. En el año 2005 se inicia la construcción del nuevo edificio con los requisitos necesarios para su funcionamiento.
12 de Octubre - Fundación
En el año 1937 se funda oficialmente la localidad de Gran Guardia. Debe su nombre al Fortín Vanguardia General Paz.
También se inaugura el 12 de octubre pero 1979, la plaza San Martín de nuestra localidad.
23 de Octubre - Agua Potable
El 23 de octubre de 1969 se aprueba el decreto N.º 8/69 del Municipio de la localidad, por la cual se suscriben 20 derechos de conexiones. El valor fue de 12.500 pesos moneda nacional.
5 de diciembre - Juzgado de Paz y Registro Civil
Juzgado de Paz y Registro Civil: el 5 de diciembre de 1957 se habilita e inaugura. El primer juez de paz fue el señor Ramón Mauriño.
9 de diciembre 
El 9 de diciembre de 1983 en el domicilio del Sr. Faustino Princich se reúnen por primera vez los concejales electos en los comicios de ese año; ellos eran:
Faustino Princich
Héctor González
Miguel Vera
Emilio Zigalzki
25 de diciembre - Electo el 1.º presidente de Comisión de Fomento
Electo el 1.º presidente de Comisión de Fomento. En el año 1958 en una asamblea popular fue elegido don Antonio Dellagnolo.
Fiesta Provincial
Cada año se realiza una Fiesta Provincial de la Yerra que convoca a muchos turistas locales a participar de una competencia de doma cuyos participantes provienen de otras provincias y países como Uruguay y Paraguay. La fiesta se destaca por el famoso asado gran guardiense y la música tradicional como el folcklore y el chamamé. Cada año asisten personas de distintas localidades aledañas y las ciudades próximas a Gran Guardia. Después de 35 ediciones de esta fiesta provincial se puede decir que cada año la fiesta convoca más y más turistas beneficiando la actividad turística de la zona.

## Economía
Según hemos dicho, la principal actividad económica en Gran Guardia es la Ganadería.
Razas predominantes de la zona
Originariamente para mejorar los rodeos de ganado criollo existente en la zona se introdujeron reproductores de la raza Shorthorn. Posteriormente con el asentamiento de compañías inglesas y francesas, aparecen las razas Hereford y Aberdeen Angus.
En la década del 60 aproximadamente llegan los reproductores de la raza Cebú Nelore para dar mejor adaptación y rusticidad a las razas británicas.El primer cebú nelore introducido en la zona fue importado del Brasil por don Julio Cesar de Madariaga, en tanto que el Sr. Aníbal Boch fue el principal abastecedor de reproductores Shorton. 
El cruzamiento de ellas dio como resultado las razas Santa Gertrudis, Brangus y Bradford. En la actualidad las dos últimas mencionadas son las que predominan. Prácticamente desaparecieron de la provincia las razas Nelore y Shorton. Actualmente las cabañas de reproductores de la zona son las firmas "Agronor" y "Tres Lomas".
Manejo de rodeos en la zona
Los campos, salvo las grandes estancias, son unidades económicas de 2.500 ha; por lo general los dueños viven en el lugar y lo manejan con sus hijos. Emplean personal temporario, por día, para grandes trabajos como vacunación, señalada, yerra y tropa.
Dada las características de los productores, austeros y eficientes, no se registran en los campos de cría grandes inversiones, salvo las de apotreramiento y aguadas.
Receptibilidad de los campos de Gran Guardia
Ronda alrededor de 1 (un) animal por 1½ ha; los pasturas naturales predominantes en la zona de cañadas son el pasto "Clavel", el "Tajerey" y el pasto "Morena". En las tierras altas, que son las menos, encontramos el "Capiípe Cabayú o pasto Horqueta" y la "Gramilla".
Nuestros campos
Nuestra comarca no tiene problemas de desbordes o inundaciones, pero sí de sequía, los que los hace aptos para la cría. Las vetas de agua subterránea se encuentran entre los 8 y 15 metros y por lo general son potables, sin necesidad de tratamientos químicos para la hacienda. En la actualidad, según los registros del SENASA, hay una existencia de unos 70 000 vacunos.
Cuenta además con aproximadamente 200 km de red vial entre caminos provinciales y vecinales, que son mantenidos en forma conjunta por la Comisión de Fomento y Vialidad Provincial.